# فرودگاه شهری گالوپ
فرودگاه شهری گالوپ (به انگلیسی: Gallup Municipal Airport) یک فرودگاه همگانی بهره‌برداری هوایی با کد یاتا GUP است که یک باند فرود آسفالت دارد و طول باند آن ۲۲۳۰ متر است. این فرودگاه در کشور ایالات متحده آمریکا قرار دارد و در ارتفاع ۱۹۷۳ متری از سطح دریا واقع شده‌است.